# どどどどどりーまー
『どどどどどりーまー』は、ときめき♡宣伝部の2枚目のシングル（インディーズを含めると通算5枚目）である。2017年6月7日にユニバーサルシグマからリリースされた。

## 概要
ときめき♡宣伝部からメンバーの永坂真心が退部（脱退）後、初のシングルとなった。なお、次作シングル『DEATHEAT』は藤本ばんび、小高サラが入部（加入）後のシングルとなるのでメンバー4人体制のシングルとしては本作が唯一となる。
表題曲「どどどどどりーまー」の作詞を武井壮（「ひゃくじゅうのおう🌏たけいそう」名義）、作曲を前山田健一が手掛けた。武井にとって、本楽曲が作詞家デビュー作となった。
「どどどどどりーまー」は「夢」がテーマとなっている。作詞を手掛けた武井壮からは「夢は若者だけじゃなくて、おばあちゃんから赤ちゃんまで持っていいものだから、この歌でみんなに夢を伝えていってね。」と言ってもらったとメンバーの吉川ひよりは語っている。
2017年5月22日に「どどどどどりーまー」のMVが公開された。MVには作詞を担当した武井壮も出演している。
2017年6月7日、CDリリースと同日に各種配信サイトにて配信シングル『どどどどどりーまー』（1.どどどどどりーまー、2.フレ!フレ!、3.きゃらめる、4.ぐーすかP、5.びりーぶ）の配信が開始された。
期間限定生産どきどき盤（CD+DVD）、きゃらめる盤（CD）、ぐーすか盤（CD）、びりーぶ盤（CD）の4形態で発売された。
期間限定生産どきどき盤には、「いまからでも間に合う「ときめき♡宣伝部」」としてときめき♡宣伝部のオーディションから永坂真心退部（脱退）までのドキュメンタリーを収めたDVDが付属している。

## 収録曲
（ときめき♡宣伝部：辻野かなみ、小泉遥香、坂井仁香、吉川ひより）
- 期間限定生産どきどき盤（CD+DVD、UMCK-9909）
  - CD
    - どどどどどりーまー（作詞：ひゃくじゅうのおう🌏たけいそう、作曲：前山田健一、編曲：板垣祐介）
    - フレ!フレ!（作詞：イワツボコーダイ、作曲：GRP / イワツボコーダイ、編曲：久下真音）
      - ときめき♡宣伝部初のタオルをまわす曲[3][6]
      - ときめき♡リクエストアワード 第4位（2017年11月発表）[7]

  - DVD
    - いまからでも間に合う「ときめき♡宣伝部」
- きゃらめる盤（CD、UMCK-5626）
  - CD
    - どどどどどりーまー
    - キャラメル（作詞・作曲：成本智美、編曲：高橋修平）
- ぐーすか盤（CD、UMCK-5627）
  - CD
    - どどどどどりーまー
    - ぐーすかP（作詞・作曲・編曲：invisible manners）
- びりーぶ盤（CD、UMCK-5628）
  - CD
    - どどどどどりーまー
    - びりーぶ（作詞・作曲・編曲：浅利進吾）
      - グループ結成時から楽曲「ぴょんぴょん」、「むてきのうた」などを提供してきた浅利進吾による楽曲。2017年3月にメンバーが脱退した後の楽曲で、坂井仁香は「この曲が来た瞬間、みんな考えてくれてるんだなって思いました。」「4人になったとき宣も宣伝部員さんに信じてもらいたいし、私たち自身も自分を信じて、どんどん前に進んでいきたいなという気持ちになります。」と振り返っている[3]。

2017年6月5日に先行配信されたiTunesバンドル盤に限定ボーナストラックとして「宇宙イチバン!!」（作詞・作曲・編曲：小田切マーク洋平）が収録されている。